# Milan Václav Drápela
Milan Václav Drápela (21. dubna 1938, Brno – 13. srpna 2018) byl český geograf, kartograf, vysokoškolský pedagog a odborník na historické mapy a mapování. Svou činností se nesmazatelně zapsal do historie Geografického ústavu Masarykovy univerzity v Brně. Proslul zejména v oblasti mapové kartografie, geografického názvosloví a historie map. Významný je jeho vliv na rozvoj mapových sbírek univerzity. Tímto způsobem přispěl vědeckému výzkumu a k rozvoji historických map Moravy.

## Život a akademická kariéra
Milan Václav Drápela se narodil dne 21. dubna 1938 v Brně. Již od mládí měl zálibu v přírodních vědách a v roce 1957, přesněji po studiích, nastoupil jako zeměměřičský technik na své první pracoviště v Rosicích u Oblastního ústavu geodezie a kartografie Brno (OÚGK Brno). Současně plnil vojenskou službu, kde se stal vedoucím zeměměřičů. Roku 1960 byl zaměstnán na katedře zeměpisu na Geografickém ústavu Masarykovy univerzity v Brně. Celkově prošel 12 funkcemi, tedy od pomocného technika po docenta oboru kartografie. Svou působností v ústavu byl významnou posilou na poli geografického a kartografického výzkumu. Titul docenta obdržel až v roce 1995.
V průběhu dalších let uskutečnil celkem 14 různých odborných přednášek na téma od geodézie, základů kartografie po historii kartografie. Stal se vedoucím studentských závěrečných prací. V roce 2012 odešel do důchodu, ovšem nebyl to konec aktivní kariéry. Stal se externím spolupracovníkem. Působil jako znalec pro obory ekonomie, geodezie a kartografie. Byl dlouholetým členem Názvoslovné komise Českého úřadu zeměměřičského a katastrálního. Zemřel ve věku 80 let dne 13. srpna 2018.

## Odborná činnost
Jednou z Drápelových největších zásluh byla jeho práce na rozšíření mapové sbírky Masarykovy univerzity. Svou osobní sbírkou atlasů a historických map obohatil univerzitní fond o významné tituly, včetně unikátních moravik. Aktivně se podílel na popularizaci kartografie mezi odbornou i laickou veřejností.
Drápela se věnoval především historické kartografii, přičemž svůj odborný zájem směřoval k mapám Moravy. Zejména k těm, jehož autorem byl Jan Amos Komenský. Vybrané monografie Monumenta delineationum Moraviae Auctore I. A. Comenio (1977) a Mapy z fondů rajhardského archivu (1995) se staly klíčovými díly v oblasti výzkumu daného oboru. Kromě těchto titulů Drápela vydával mnoho dalších vědeckých článků jako například Význam tematického mapování pro národní hospodářství (1977); studie Vymezování a mapování krajin (1976), Vývoj z moravské kartografie (1976); učební texty Vybrané kapitoly z kartografie (1983) a další publikace jako například Znázornění a generalizace sídel na mapách (1976) nebo také Komenského mapa Moravy z roku 1624 - nejstarší vydání (1975). Mimo jiné i spolupracoval na mnoha podobných projektech. Za svoji kariéru publikoval přes 80 odborných titulů a odborných prací.
Další oblastí jeho odborného působení bylo geografické názvosloví a jeho standardizace. Jako uznávaný odborník spolupracoval na tvorbě oficiálních geografických názvoslovných seznamů a metodik.

## Ocenění
Za svůj přínos v oblasti kartografie a geografie obdržel v roce 2018 Malou bronzovou medaili Masarykovy univerzity.

## Vybrané publikace
- Komenského mapa Moravy z roku 1624 - nejstarší vydání (Brno, 1975).
- Vývoj z moravské kartografie (Brno, 1976).
- Vymezování a mapování krajin (Brno, 1976).
- Monumenta delineationum Moraviae Auctore I. A. Comenio (Brno, 1977).
- Význam tematického mapování pro národní hospodářství (Brno, 1977).
- K otázce třídění map životního prostředí (Brno, 1978).
- Vybrané kapitoly z kartografie (Brno, 1983).
- Mapy z fondů rajhardského archivu (Brno, 1995).